# Conteville, Seine-Maritime
Conteville är en kommun i departementet Seine-Maritime i regionen Normandie i norra Frankrike. Kommunen ligger i kantonen Aumale som tillhör arrondissementet Dieppe. År 2022 hade Conteville 504 invånare.

## Befolkningsutveckling
Antalet invånare i kommunen Conteville
| Referens: INSEE |